# Передумови окупації країн Балтії
Передумови окупації балтійських держав охоплюють період до першої радянської окупації 14 червня 1940 р. — від незалежности в 1918 р. до радянських ультиматумів у 1939—1940 рр. Прибалтійські держави здобули свою незалежність під час і після російських революцій 1917 року; Ленінський уряд дозволив їм відокремитися. Їм вдалося підписати договори про ненапад у 1920-ті — 1930-ті роки. Незважаючи на договори, країни Балтії були примусово включені до складу Радянського Союзу в 1940 р. після німецько-радянського пакту 1939 р.

## Процес незалежности

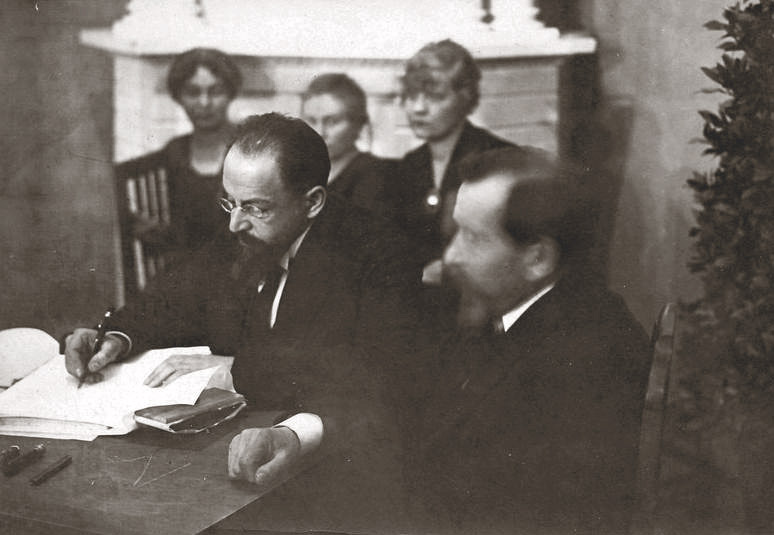
Підписання Тартуського договору. Адольф Йоффе (Радянська Росія, зліва).

Російська імперія запосіла прибалтійські райони як автономні герцогства, якими керувала балтійська німецька знать за допомогою Ністадського договору в 1721 році та Курляндії в 1795 році. У 1914 р. Спалахнула Перша світова війна, і до 1915 р. німецькі армії окупували Литву та Курляндію, включивши території до Обер-Оста. Коли Російська імперія почала руйнуватися, у багатьох регіонах виник рух за незалежність. Після Жовтневої революції 1917 року в Росії політичні лідери Балтії намагалися створити незалежні держави Естонія, Латвія та Литва; однак німецький контроль продовжувався по всій території до початку 1918 року. Пізніше в 1918 році територія була втягнута в Російську громадянську війну, а проголошення незалежности було видано в Литві 16 лютого, в Естонії 24 лютого та в Латвії 18 листопада 1918 року.
У 1918—1920 рр. Більшовики намагалися створити радянські республіки в Прибалтиці. У листопаді 1918 року Червона армія завоювала Нарву. Вони проголосили Комуну трудового народу Естонії, але вона могла функціонувати лише шість тижнів. У грудні латиські комуністи контролювали Ригу і проголосили Латвійську соціалістичну радянську республіку. У травні 1919 року комуністичний контроль закінчився, коли місто було взято об'єднаними німецькими, латвійськими та білоруськими військами.
До 1920 р. Німецькі війська відступили, і Російська громадянська війна була на завершальному етапі. Отже, країни Балтії підписали мирні договори з Радянською Росією. Естонія підписала Тартуський договір 2 лютого, Литва підписала радянсько-литовський мирний договір 12 липня, а Латвія підписала Латвійсько-радянський мирний договір 15 серпня 1920 р. У 1920 році всі три країни Балтії прийняли конституції, включаючи загальне виборче право, багатопартійну систему та парламент з президентом. Однак комуністам було заборонено брати участь у політиці.

## Дипломатія 1920-х— початку 1930-х років

### Країни Балтії шукають гарантій безпеки
Більшовики не могли перешкодити незалежности країн Балтії, але Захід потрібно було переконати прийняти її. До 1921 Литва, а до 1922 Естонія та Латвія отримали де-юре міжнародне визнання. Усі три штати приєдналися до Ліги Націй у 1921 р. Прибалтійські країни починають будувати регіональну систему союзу зі своїми сусідами у Скандинавії та Східній Європі. На півдні Польща була відновлена з консолідацією територій від Німеччини та Росії. Крім того, влітку 1920 р. Литва співпрацювала з більшовиками, намагаючись захопити Вільнюс, що отруїло литовські відносини з їхніми сусідами. На півночі Фінляндія також перебувала під контролем Росії з 1809 р. До своєї незалежности в 1918 р., Але фіни дивилися на Скандинавію, а не на країни Балтії. На заході Швеція дотримувалася політики нейтралітету, але протягом 1920-х років вона відіграла більш активну регіональну роль.
У період з 1917 по 1934 роки країни Балтії працювали над покращенням безпеки і безуспішно намагалися побудувати регіональний блок, що простягався від Скандинавії до Румунії. Естонці та латиші уклали військову конвенцію в 1923 році, до якої Литва приєдналася в 1934 році. Крім того, естонці та латвійці провели спільні військові навчання в 1931 році, але вони не були повторені, і співпраця після цього залишилася мертвим листом. Однак на початку 30-х років фіни та естонці мали таємні військові навчання, реконструювали царські морські батареї. Нарешті, в 1934 році три балтійські держави досягли Балтійської угоди про Антанту.
Незважаючи на питання Вільнюса, країни Балтії були відкриті для польського варіанту. Варшавська угода була підписана в березні 1922 р. Фінляндією, Польщею, Естонією та Латвією, але фінський парламент не зміг її ратифікувати.

### Німецько-радянські угоди про торгівлю та ненапад
Квітнева Генуезька конференція 1922 р. Між Німеччиною, Радянським Союзом і державами союзників була спробою відновити Європу. Незабаром німці та Ради домовились про Рапалльський договір, який передбачав взаємну ліквідацію військових боргів та визнання радянської держави. Це також було початком прямого економічного співробітництва між цими двома гігантами. Лідери Балтії втратили шанс запланованого міжнародного консорціуму для торгівлі з Радами. Потім Локарнська конференція 1925 р. Дала основи європейської безпеки. Локарнські договори гарантували західні кордони Німеччини, але залишали відкритими питання щодо східних кордонів Німеччини. Німці та Ради погодились на Берлінський договір 1926 року, оскільки Ради побоювались, що Захід може використати Німеччину в її антибільшовицькому хрестовому поході. Прибалтійські країни були попереджені не перетворюватися на військові форпости Великої Британії проти Радянського Союзу.
Німеччина розвивала позитивні відносини з країнами Балтії, особливо з Латвією. Латвія представляла себе як місток до покращення відносин з Радянським Союзом. Латвії вдалося підписати торгову угоду з Німеччиною в 1926 р. І з Радянським Союзом в 1927 р. Подібним чином Литва підписала торгову угоду з Німеччиною у травні 1926 року. Литва була запорукою покращення відносин з Радянським Союзом. В обмін на радянське визнання претензій Литви на Вільнюс, країни підписали пакт про ненапад у вересні 1926 р.
Ситуація виявилася стабільною для країн Балтії. Радянський Союз не був серйозною загрозою, як Йосип Сталін зростання ' до влади був в стадії реалізації, і держава відступили до соціалізму в одній країні ідеології.
Ради підписували договори про ненапад з державами-сусідами між 1926—1933 рр., Включаючи Фінляндію, Латвію, Естонію та Польщу.

## Європа стає нестабільною

### Підйом тоталітарних режимів
На початку 1930-х років міжнародне співтовариство стало нестабільним. По-перше, фондові ринки впали в 1929 р., Спричинивши економічний спад. По-друге, економічні негаразди та страх перед комунізмом спричинили зростання тоталітарних режимів у Японії, Німеччині та Італії. Економічні кризи дестабілізували внутрішню політику країн Балтії, спричинивши зростання авторитарних режимів. Антанас Сметона і Августинас Волдемарас вже взяли владу в результаті державного перевороту в 1926 році; і Естонія, і Латвія наслідували приклад у 1934 році. Старійшина Костянтин Пятс взяв владу в Естонії, а незабаром після цього прем'єр-міністр Карліс Улманіс взяв владу в Латвії. Крім того, через Велику депресію, два провідні торгові партнери країн Балтії, Велика Британія та Німеччина, обмежили свій імпорт із регіону Балтії.
Прихід Адольфа Гітлера до влади в Німеччині посилив страх СРСР і ускладнив позиції Балтії між цими двома гігантами. Німці відповіли на банківську кризу 1931 р. Впровадженням політики Grossraum wirtschaft. Це була клірингова угода, коли держави обмінювали матеріальні блага замість грошей. Це збільшило торгівлю Німеччини з країнами Балтії та інтегрувало їхню економіку з Німеччиною, але ніколи не домінувало в їх торгівлі так ефективно, як на Балканах. У січні 1934 року німці та поляки підписали пакт про ненапад.
У березні 1934 р. Радянський комісар закордонних справ Максим Литвинов запропонував послу Німеччини в Москві Рудольфу Надольному — німецько-радянську гарантію для країн Балтії, які «раніше були частиною колишньої Російської імперії». Гітлер наклав вето на запропоновану угоду, а Надольний подав у відставку. Далі Ради звернулися до плану «Східного Локарно», який спочатку пропонував міністр закордонних справ Франції Луї Барту. Запропонований план дозволив би радянським військам в'їхати до країн Балтії в ім'я взаємодопомоги. Зовнішні загрози призвели до Балтійської Антанти у вересні 1934 р., Коли країни Балтії уклали колективну зовнішню політику, хоча вона не мала офіційних військових положень.

### Шлях до нацистсько-радянської співпраці
Німеччина розширила сферу своєї влади та повноважень завдяки англо-німецькій морській угоді в 1935 р. Та ремілітаризації Рейнської області в 1936 р. У відповідь керівники балтійських штабів були запрошені на святкування Першотравня в Москві в 1936 році. Під час їх візиту естонського офіцера попередили про вплив Німеччини та запропонували військовий союз з Радянським Союзом. Лідер ленінградської більшовицької партії Андрій Жданов виступив з промовою на восьмому з'їзді Радянського Союзу в листопаді 1936 р., В якій застерігав прикордонні держави від дій від імені фашистських держав і натякав на втручання Червоної армії з іншого боку кордону.
Далі Німеччина анексувала Австрію в березні 1938 року. Через кілька днів після цього Польща поставила ультиматум, вимагаючи від Литви підписання мирного договору з Польщею. Без підтримки з боку прибалтійських сусідів литовцям довелося приєднатися до ультиматуму. У вересні німці окупували Чехословаччину. Далі німці мали на меті повернути собі польський коридор і Клайпеду в Литві. 20 березня 1939 року німці вимагали від Литви Клайпеди. Через два дні литовці погодились, втративши 30 відсотків своїх промислових потужностей та єдиний великий морський порт. Розчленування Чехословаччини змусило Францію та Велику Британію гарантувати польську цілісність 30 березня.

Планові та фактичні поділи Європи, згідно з Пактом Молотова — Ріббентропа, з подальшими корективами

Радянський Союз залишався погоджувальним з країнами Балтії в 1937—1938 роках. Москва раніше приймала прибалтійську Антанту, а радянський маршал Олександр Єгоров відвідав усі три столиці Балтії в 1937 році Однак у той же період Радянський Союз побудував оборону на кордонах Фінляндії, Естонії та Латвії та вчинив порушення повітряного простору. На початку 1939 року німці та Ради розпочали таємні зустрічі для досягнення угоди. Англійці відмовилися від ідеї морського втручання в Прибалтику за допомогою англо-німецької морської угоди в 1935 році. Однак британські політики відвідували цей район та експортували озброєння. У 1939 р. Англійці та французи намагалися домовитись про «гарантію» країн Балтії Радянському Союзу. Прибалтійські країни воліли б залишатися нейтральними, але єдиними запропонованими системами безпеки були німецькі чи радянські. У червні 1939 р. Естонія та Латвія поступились тиску Німеччини та підписали пакти про ненапад.
Наприкінці червня німецький генерал Франц Хальдер відвідав Естонію та Фінляндію, а згодом адмірал Вільгельм Канаріс відвідав Естонію. Візити були лише політичною демонстрацією, але радянська влада сприймала їх як недружні. Німеччина та Захід змагалися за радянські ласки. Французи були готові передати країни Балтії Радам, щоб придбати угоду, але англійці відмовились. У серпні 1939 року французи та британці провели військові бесіди в Москві. Ради вимагали від західних держав зайняти бази у Фінляндії та країнах Балтії, а потім передати їх Червоній армії. Незабаром після цього міністр закордонних справ Німеччини Йоахім фон Ріббентроп поїхав до Москви для переговорів про заключний етап нового пакту, пізніше відомого як Пакт Молотова — Ріббентропа. У своєму секретному протоколі німці та Ради розділили Фінляндію, Естонію, Латвію, Литву, Польщу та Бессарабію між сферами впливу. Після вторгнення Німеччини до Польщі 1 вересня другий секретний протокол від 28 вересня передав Литву до сфери інтересів СРСР.

## Радянські ультиматуми та окупація

### Ради вимагають і створюють військові бази

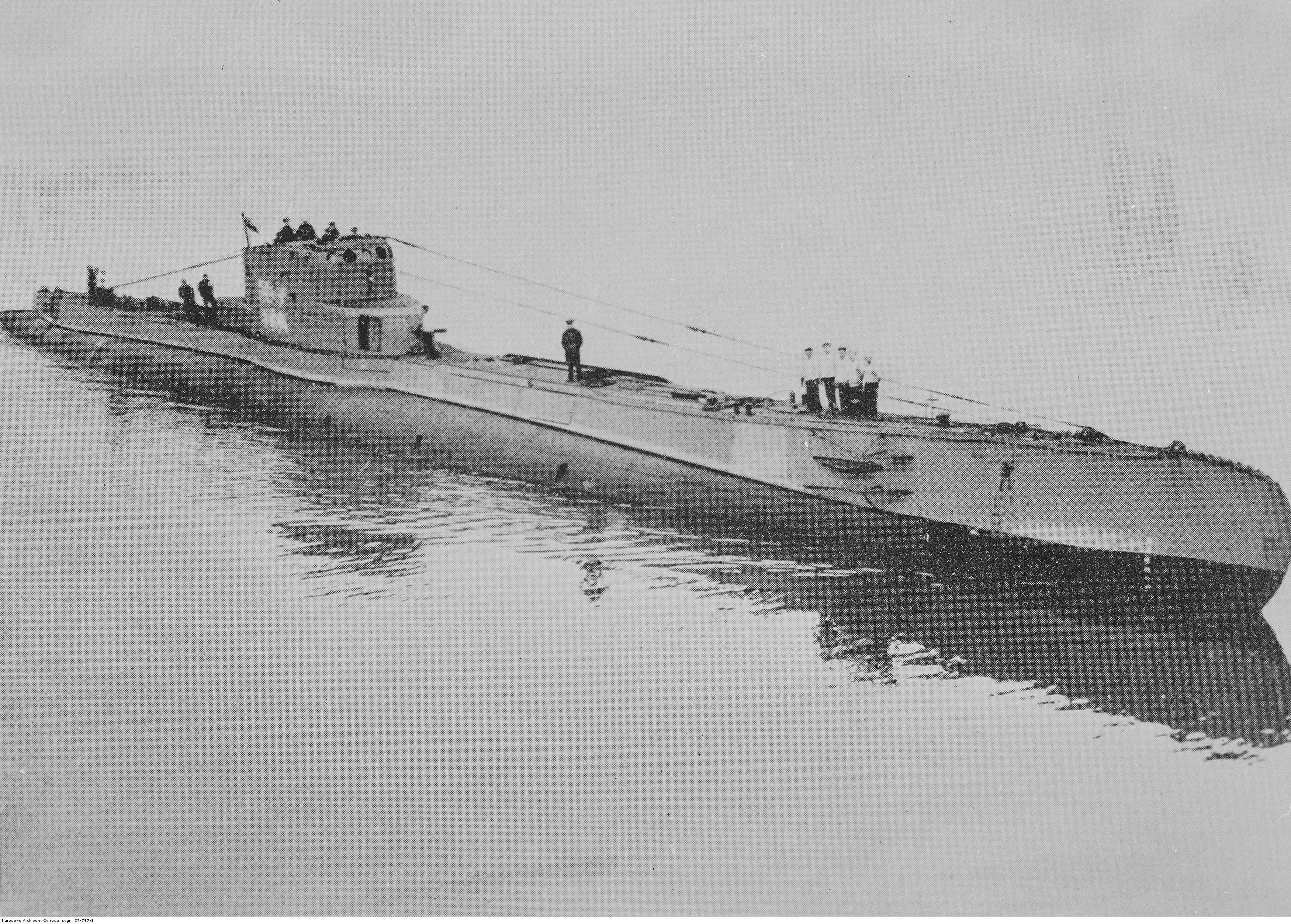
Польська підводний човен ORP Orzeł в Розиті на початку 1940 року.

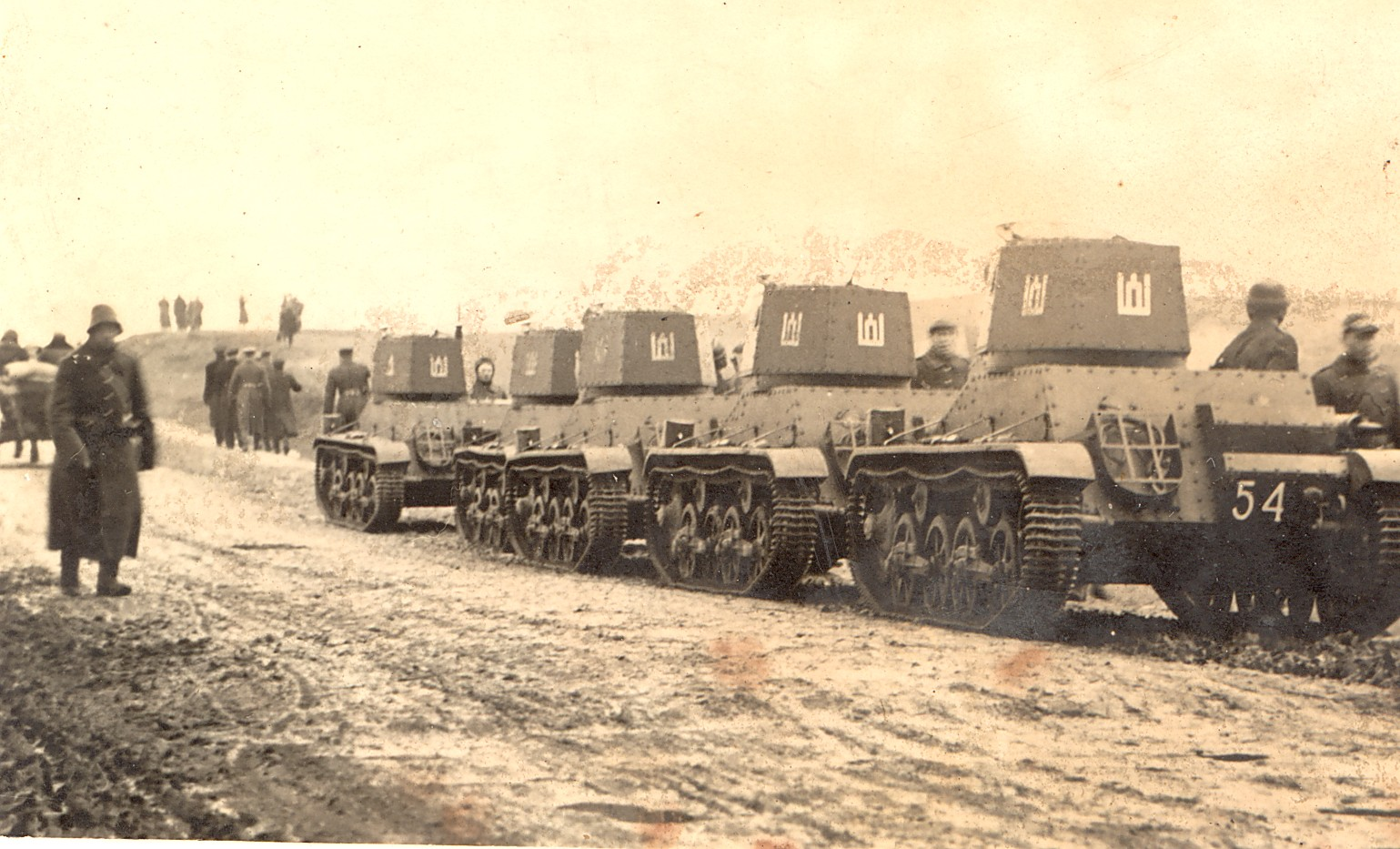
Литовські танки прямували до Вільнюса в 1939 році після Радянсько-литовського договору про взаємну допомогу.

23 серпня 1939 р. Радянський Союз затвердив свій контроль над країнами Балтії за допомогою пакту Молотова — Ріббентропа, який оголосив їх радянською сферою впливу. 16 вересня Ради та уряди Японії підписали угоду про припинення вогню. Потім радянські війська вторглися в Польщу 17 вересня, завершивши операції 6 жовтня. Після окупації східної Польщі Ради тиснули на Фінляндію та країни Балтії для укладення договорів про взаємодопомогу. Ради поставили під сумнів нейтралітет Естонії після втечі польської підводного човна 18 вересня. Через тиждень, 24 вересня, міністру закордонних справ Естонії Карлу Сельтеру було поставлено ультиматум у Москві. Ради вимагали укладення договору про взаємодопомогу, який передбачав створення військових баз в Естонії.
На початку 1939 р. Ленінградський військовий округ уже виділив 17 дивізій, близько 10 % Радянської армії, країнам Балтії. Незабаром відбулася мобілізація. 8-ма армія була відправлена до Пскова 14 вересня 1939 року, а мобілізована 7-ма армія розміщена під Ленінградським військовим округом. Підготовка до вторгнення вже наближалася до завершення. 26 вересня Ленінградському військовому округу було наказано «почати зосередження військ на естонсько-латвійському кордоні і закінчити цю операцію 29 вересня». У наказі зазначається, «на час початку атаки буде видана окрема директива». 24 вересня військові кораблі радянського флоту з'явилися біля естонських портів, і радянські бомбардувальники почали погрожувати патрулям над Талліном та сусідньою місцевістю. Потім СРСР увійшов у повітряний простір усіх трьох країн Балтії, здійснюючи масові операції збору розвідданих 25 вересня.
Після чотирьох днів переговорів естонцям нічого не залишалося, як прийняти військово-морські, повітряні та армійські бази на двох естонських островах та в порту Палдіскі. Чисельність радянських військ в Естонії становила 25 000. Договір про взаємодопомогу був підписаний 28 вересня, а Ради уклали подібні договори з Латвією 5 жовтня та Литвою 10 жовтня. Останній договір передав Вільнюський повіт Литві. Фінляндії було запропоновано взяти участь у подібних переговорах 5 жовтня. На відміну від Прибалтики, фінсько-радянські переговори тривали тижнями безрезультатно. Ради вторглися до Фінляндії 30 листопада. Фіни мали змогу протистояти Радам більше трьох місяців; нація втратила понад десять відсотків суші, хоча вона зберегла суверенітет.

### Окупація та анексія

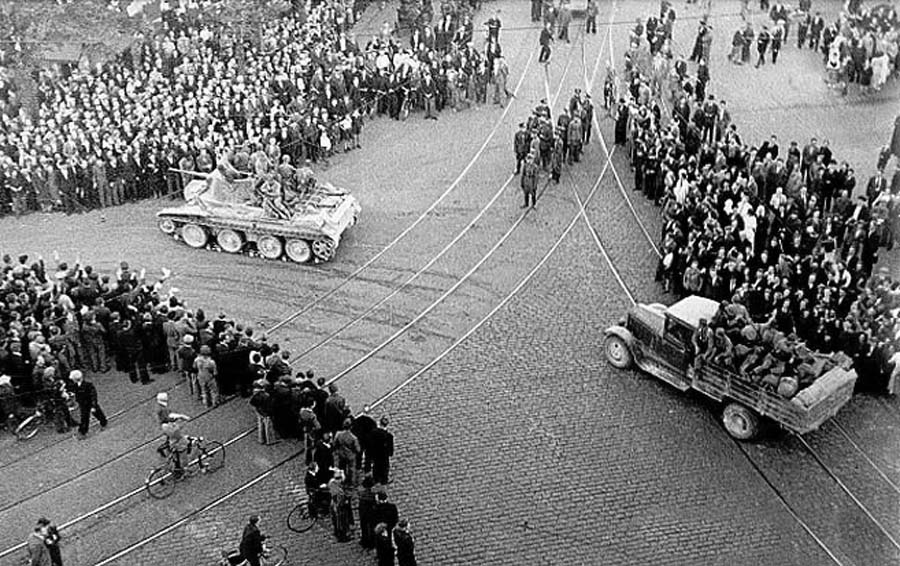
Радянські танки в центрі Риги, 1940

У грудні 1939 року латвійських комуністів викликали на консультації до Москви. Їхня діяльність включала, серед іншого, збір інформації про тих, хто дотримувався думок, ворожих Радам. У травні 1940 р. Ради звернулися до ідеї прямого військового втручання, але все ж мали намір використовувати маріонетковий режим. Їх зразком стала Фінляндська Демократична Республіка, маріонетковий режим, встановлений Радами в перший день Зимової війни. Ради організували прес-кампанію проти нібито про-союзних симпатій урядів Балтії. У травні німці вторглися у Францію ; країна була захоплена і окупована через місяць. Наприкінці травня — на початку червня країни Балтії звинуватили у військовій співпраці проти Радянського Союзу. 15 червня литовському уряду не залишалося іншого вибору, як погодитися на радянський ультиматум і дозволити введення невизначеної кількості радянських військ. Прем'єр-міністр Антанас Сметона запропонував збройний опір Радам, але уряд відмовив, запропонувавши власну кандидатуру на чолі режиму. Однак Ради відмовили і послали Володимира Деканозова керувати справами, поки Червона армія окупувала державу.
16 червня Латвія та Естонія також отримали ультиматуми. Незабаром після цього Червона армія окупувала дві залишки Балтії. Ради встановили Андрія Вишинського лідером Латвії, а Андрія Жданова в Естонії. Нові уряди держав Балтії були сформовані 18 та 21 червня вздовж популярних ліній фронту. Вони були підтверджені на посаді фальсифікованими виборами 14—15 липня. Через кілька днів, 18 липня, «демонстранти» у великих містах Балтії закликали до вступу до складу Радянського Союзу. Через три дні всі три парламенти оголосили свої держави радянськими республіками та подали заявки на членство. Литва була включена до складу Радянського Союзу 3 серпня, Латвія — 5 серпня, а Естонія — 9 серпня. Пізніше законопроєкти про голосування були використані для визначення * депортації радянських військ з Естонії